# Suika Game
Suika Game (en japonés, Suika Gēmu, «juego de la sandía») es un videojuego de lógica japonés desarrollado y publicado por Aladdin X, que combina elementos de los juegos de rompecabezas de caída y fusión. El título fue desarrollado originalmente para los proyectores digitales de la empresa, sin embargo, debido a su éxito inicial se publicó en Nintendo eShop en diciembre de 2021 solo en Japón. En octubre de 2023, Suika Game se lanzó a nivel mundial. El 3 de enero de 2024 la desarrolladora anunció su disponibilidad para la App Store japonesa. El concepto tiene su origen en un juego de navegador chino titulado Merge Big Watermelon, que se lanzó en enero de 2021.
El modo de juego consiste en que el usuario intenta conseguir una puntuación alta dejando caer frutas en un recipiente sin que se desborden. Para ganar puntos, el jugador debe combinar dos frutas iguales, lo que crea una nueva fruta mayor en el «ciclo de evolución». Los jugadores pueden ver las clasificaciones de otros usuarios a través de una tabla de clasificación en línea.
Dos años después de su lanzamiento, Suika Game aumentó en popularidad después de ser transmitido por streamers en vivo. Fue bien recibido por los críticos, que elogiaron la simplicidad y el «encanto» de la jugabilidad. El título logró más de cuatro millones de descargas en noviembre de 2023 y se convirtió en uno de los juegos más descargados en Nintendo eShop el mes anterior.

## Modo de juego
Suika Game es un juego de rompecabezas que se centra en apilar objetos en un espacio reducido, que recuerda al Tetris. El jugador, representado como una nube llamada Poppy, tiene la tarea de dejar caer una amplia variedad de frutas en una caja, apuntando a obtener la puntuación más alta sin que ninguna fruta cruce la línea en la parte superior del recipiente y acabe desbordándose, o de lo contrario la partida terminaría. Para evitar que las frutas se desborden fuera de la caja, el usuario debe combinar dos tipos de frutas para que se fusionen con la siguiente fruta más grande del ciclo, lo que aumenta la puntuación. Cuanto más grandes sean las frutas que se fusionan, mayor será la bonificación de puntos, y la fusión más grande que el jugador pueda lograr dará como resultado una sandía. Si dos sandías se fusionan, desaparecen del recipiente. Suika Game no tiene límite de tiempo, pero a diferencia de juegos como Tetris, las frutas se ven afectadas por la física, lo que hace que se golpeen entre sí y se alejen de donde se dejaron caer inicialmente. A veces, la presión liberada por la fusión de dos frutas puede hacer que una fruta salga de la caja y termine la partida.

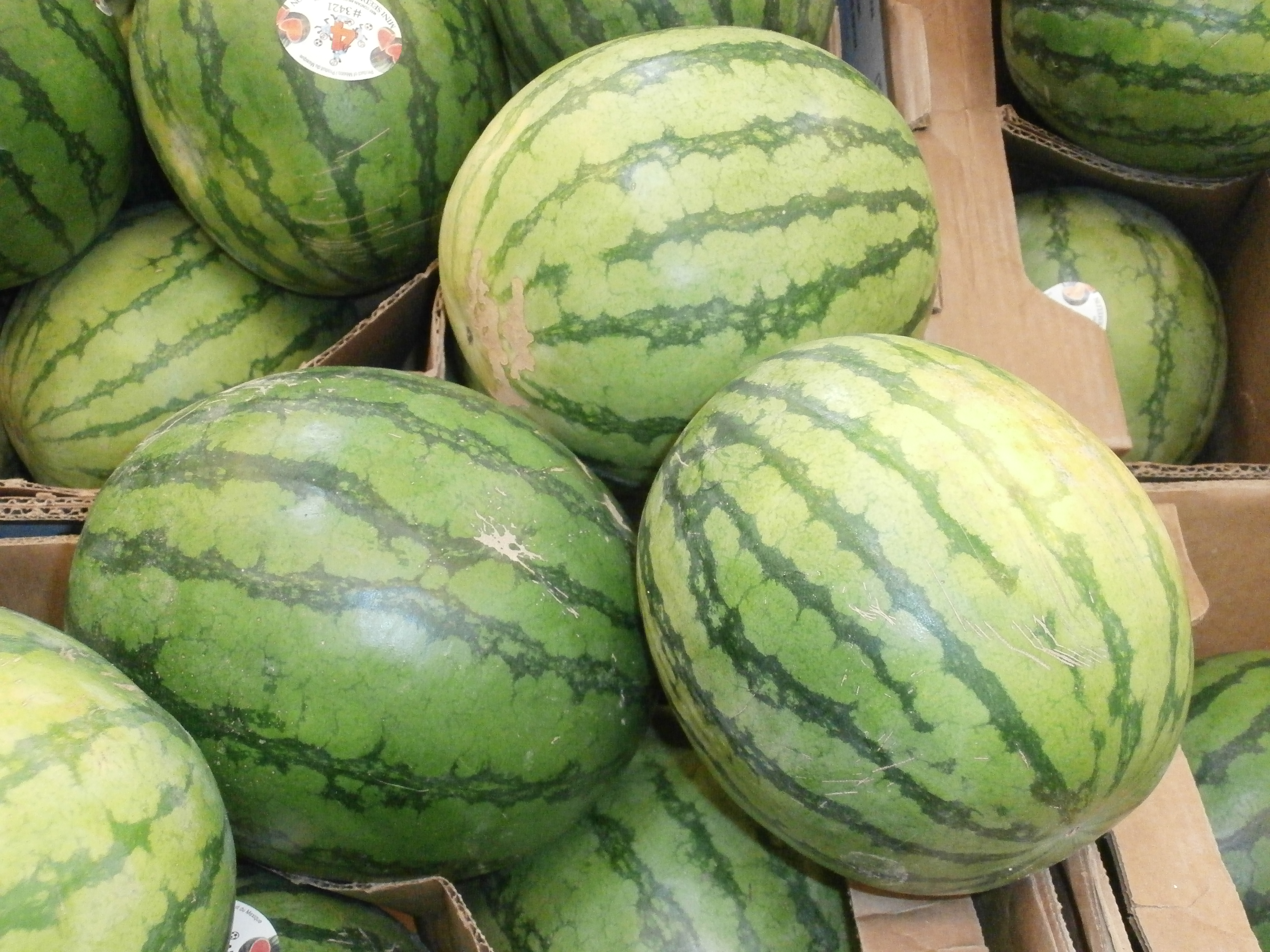
El juego consiste en fusionar frutas en otra mayor del ciclo. La sandía es la última fruta de la sucesión.

Hay once frutas en el título, que van de un ciclo de menor a mayor: cereza, fresa, mora, dekopon, caqui, manzana, pera, melocotón, piña, melón verde y sandía. Sin embargo, las frutas que el jugador puede colocar en la caja se limitan a las cinco más pequeñas del ciclo. El orden en el que el jugador deja caer la fruta es completamente aleatorio, pero puede ver la que aparecerá en el siguiente turno.
Suika Game cuenta con una tabla de clasificación en línea para comparar las puntuaciones de otros jugadores, divididas entre puntuaciones de «hoy», «mensual» y «general». Esta tabla también puede realizar un seguimiento de la puntuación del usuario. Esta capacidad de compartir y comparar puntos llevó tanto a los jugadores como a los transmisores en vivo a crear un desafío no oficial que requería que el jugador alcanzara al menos tres mil puntos en una partida.

## Desarrollo
Inicialmente, Suika Game se desarrolló como una aplicación integrada para popIn Aladdin, un proyector digital, en abril de 2021. Fue bien recibido entre los clientes del proyector. Aladdin X decidió que, debido a la popularidad, además de querer difundir más su marca, reelaborarían Suika Game para llevarlo a Nintendo eShop el 9 de diciembre. 2021. La empresa ha declarado que existen diferencias menores entre las versiones del juego de Nintendo Switch y popIn Aladdin, principalmente señalando el peso de las frutas y cómo se calculan los puntos. Durante una entrevista con Nippon TV, la desarrolladora mencionó la idea de llevar el juego al mercado de teléfonos inteligentes, sin embargo decidió no hacerlo en ese momento porque quería que el título «tuviera más posibilidades de destacarse» entre otras aplicaciones.
El concepto inicial se origina a partir de un juego de navegador web chino desarrollado por Meadow Science llamado Merge Big Watermelon. Se lanzó en enero de 2021 y se convirtió en un gran éxito: recibió más de 1400 millones de visitas relacionadas en Sina Weibo.
El juego recibió poca atención después de su lanzamiento en la eShop hasta septiembre de 2023, cuando consiguió un aumento en popularidad: GamesRadar+ comparó la popularidad repentina con Among Us en 2020. Una de las principales causas de su viralidad se debió a la cobertura de los streamers japoneses que comenzaron a transmitir el juego en mayo de 2023, con 2.84 millones de horas vistas mensualmente y ocupó el puesto ochenta y dos entre los títulos más vistos en Twitch en septiembre de 2023. Los VTuber se destacaron particularmente por el éxito de Suika Game. Además, Aladdin X atribuyo parte de la popularidad al «arte lindo y amigable que atrae a una amplia audiencia», así como sus reglas simplistas. Para celebrar que el juego alcanzó los 4 millones de descargas en noviembre de 2023, la desarrolladora creó pegatinas animadas para la red social japonesa Line.
Debido a la popularidad del juego, muchas publicaciones de noticias de habla inglesa, como Polygon, publicaron artículos sobre cómo obtenerlo usando una cuenta Nintendo japonesa. El 20 de octubre de 2023, Suika Game se lanzó globalmente en la eShop sin previo aviso, sin embargo inicialmente no se tradujo del japonés. Posteriormente se agregó soporte en inglés en una actualización lanzada el 24 de octubre de 2023. Además de la traducción, al juego se le dio un tema de Halloween que cambió los diseños de las frutas, como convertir las sandías en calabazas, además de agregar música ambientada en dicha festividad.

## Recepción

### Crítica
Los críticos a menudo compararon Suika Game con otros juegos de rompecabezas populares, como Tetris y Puyo Puyo. Publicaciones de noticias como IGN Japan y Automaton Media hicieron la comparación con el juego de rompecabezas independiente Threes. En la reseña de Nintendo Life, describieron el juego como «2048 con físicas». Julia Lee de Polygon hizo un comentario similar: «como una mezcla de Tetris y 2048 pero con fruta adorable».
Uno de los principales elogios de Suika Game fue su «encanto». En su reseña del juego, Shaun Musgrave de TouchArcade escribió que funciona bien y postuló que es «difícil de resistir». Uno de los principales aspectos en los que se centra es el ambiente general del título, citando que es «absolutamente adorable» y con música pegadiza. Musgrave agrega que la física del juego conduce a resultados inesperados, lo que hace que el sea más emocionante para él.
Otro aspecto que elogiaron los críticos fue la forma en que manejaba la estrategia. El sitio web japonés ITmedia escribió que el juego era perfecto para que lo entendieran tanto niños como adultos, y agregó que creían que era «súper simple pero profundo». Explicaron que, si bien los controles eran sencillos, la física podía provocar resultados inesperados, lo que permitía que el juego tuviera una premisa acogedora pero también una curva de dificultad pronunciada. Mitch Vogel de Nintendo Life menciona en su reseña que con el paso del tiempo el usuario aprenderá a optimizar la ubicación, lo que hará que sea más difícil «resistirse a volver a jugar». Vogel también comenta que un aspecto emocionante es cuando las ubicaciones precisas pueden provocar una combinación de reacción en cadena.

### Ventas
En el lapso de un mes desde principios de septiembre hasta el 5 de octubre de 2023, Aladdin X anunció que Suika Game obtuvo un millón de descargas en la Nintendo eShop. Unos días después, el 16 de octubre, se había descargado dos millones de veces en Japón. Para el 30 de octubre de 2023, el número aumentó hasta los tres millones. Además, el título también logró mantener el número uno en My Nintendo Store durante varios días entre septiembre y octubre de 2023, de forma que superó a entregas como Pikmin 4, The Legend of Zelda: Tears of the Kingdom y Vampire Survivors. Esto llevó a que Suika Game se convirtiera en el juego más descargado en la tienda durante todo el mes de septiembre de ese año. La compañía también había anunciado las ventas del software se multiplicaron por cincuenta mil en comparación con el período anterior a su popularidad. Hasta el 7 de noviembre, se informó que Suika Game se había descargado 3.66 millones de veces, dividiéndose entre 3,27 millones a nivel nacional y 0.39 millones a nivel internacional. El 14 de diciembre, el número total de unidades comercializadas de alcanzó los cinco millones, lo que lo convirtió en  uno de los juegos más vendidos en Nintendo Switch.